# Norra Rörums socken
Norra Rörums socken i Skåne ingick i Frosta härad, med en del före 1888 i Västra Göinge härad, uppgick 1969 i Höörs köping och området ingår sedan 1971 i Höörs kommun och motsvarar från 2016 Norra Rörums distrikt.
Socknens areal är 66,97 kvadratkilometer varav 66,27 land. År 2000 fanns här 516 invånare. Tätorten Norra Rörum med sockenkyrkan Norra Rörums kyrka ligger i socknen.

## Administrativ historik
Socknen har medeltida ursprung. 
Vid kommunreformen 1862 övergick socknens ansvar för de kyrkliga frågorna till Norra Rörums församling och för de borgerliga frågorna bildades Norra Rörums landskommun. Landskommunen uppgick 1952 i Norra Frosta landskommun som uppgick 1969 i Höörs köping som ombildades 1971 till Höörs kommun. Församlingen uppgick 2006 i Höörs församling. 
1 januari 2016 inrättades distriktet Norra Rörum, med samma omfattning som församlingen hade 1999/2000.  
Socknen har tillhört län, fögderier, tingslag och domsagor enligt vad som beskrivs i artikeln Frosta härad. De indelta soldaterna tillhörde Skånska husarregementet, Lif-Sqvadron, Lif-Kompaniet.

## Geografi
Norra Rörums socken ligger norr om Höör. Socknen är en starkt kuperad mossrik skogsbygd.

## Fornlämningar
Från stenåldern är ett par 25 boplatser funna. Från järnåldern finns spridda gravar och ett gravfält. 

## Namnet
Namnet skrevs i mitten av 1200-talet Rytharum, 1546 Norra Rörum och kommer från kyrkbyn. Namnet innehåller ryd, 'röjning' och rum, 'öppen plats'.